# Бурак Озчивіт
Бурак Озчивіт (тур. Burak Özçivit, 24 грудня 1984 року, м. Мерсін, Туреччина) — турецький актор, відомий завдяки ролі Балі Бея в популярному історичному серіалі «Величне століття. Роксолана» (тур. Muhteşem Yüzyıl).

## Життєпис
Бурак Озчивіт народився 24 грудня 1984 року у місті Мерсін у сім'ї дрібних підприємців. Його батько Бюлент був власником невеличкого кебаб-кафе, мати, Джейхан Озчивіт, — домогосподаркою. У Бурака є молодша на 5 років сестра Бурджун. Після закінчення школи вступив на факультет образотворчого мистецтва і фотографії в стамбульському університеті Мармара. З 2003 по 2007 роки працював у модельному бізнесі. Кажуть,[хто?] на подіум він потрапив з легкої руки батька, який відправив фото сина в модельну агенцію. Завдяки зовнішнім даним, 2003 року Бурак здобув нагороду «Найкраща модель Туреччини», а 2005 року посів друге місце в конкурсі «Найкраща модель світу». З 2006 року активно грає в кіно, знімається у рекламі.
Після початку повномасштабної війни в Україні 24 лютого 2022 року, підтримує росію. У липні 2022 турок відвідав країну-агресорку, за що отримав гонорар від російського музичного лейблу, Озчивіт публічно виклав світлини з росіянами в своєму інстаграмі. Також на запрошення Кадирова відвідував Чечню.[джерело?]
У липні 2022 був засуджений до штрафу в 3 тисячі турецьких лір за те, що на знімальному майданчику фільму "Зародження. Осман" образив нецензурними словами й прокльонами 4-х учасників знімальної групи.[джерело?]

## Кінокар'єра
Уперше спробував себе як актора у серіалі «Мінус 18». Незабаром знявся у примітивному містичному фільмі «Заражений» та мелодраматичному серіалі «Примусовий чоловік» (2007). Наступного року отримав головну роль у стрічці «Батьківський дім» (2008), а в 2010 році зіграв поліцейського у серіалі «Зрада».
Серця турецьких домогосподарок Озчивіт підкорив роллю мажора Четіна Атешоглу в серіалі «Маленькі таємниці. Секрети Стамбула» (2010) — франшизі американського серіалу «Пліткарки». Участь в історичних серіалах «Величне століття» (Малкочоглу Балі бей) та «Корольок — пташка співоча» (Кямран) принесла актору популярність. Вірний слуга султана Сулеймана Кануні — хоробрий воїн Балі бей (реальна історична особа) — став характерною роллю для Бурака в популярному, хоча й неоднозначно сприйнятому турками, телепроєкті.[джерело?]
Після виходу "Величного століття", Озчивіт дав інтерв'ю програмі «Світське життя» на каналі «1+1». Привітав прихильниць українською мовою, а також зізнався Катерині Осадчій, що бував у Києві кілька разів і не проти завітати до української столиці ще раз.[джерело?]
Наступний історичний серіал «Корольок — пташка співоча», де Озчивіт зіграв лікаря Кямрана, був закритий на 30-й серії через низькі рейтинги, що є важливим критерієм для турецької телеіндустрії. Сценарій серіалу мав суттєві розбіжності з сюжетною лінією однойменного роману Решата Нурі Гюнтекіна.
Крім кінокар'єри, актор намагався зайнятися бізнесом — відкрив у Стамбулі ресторан «Balibey doner» (Балі бей донер), названий на честь його улюбленого персонажа. Але бізнес прогорів, і згодом Озчивіт заявив, що закриває ресторан. Озчивіт відкрив власну продюсерську компанію «BRK'S Production», під егідою якої у 2014 році зняв фільм «Любов схожа на тебе», де зіграв головну роль рибалки Алі. У цьому фільмі він виступив ще й як сценарист. Стрічка сповнена "мильних" кліше. У картині Бурак зняв свою коханку Фахріє Евджен, з якою закрутив роман ще на зніманні «Королька».[джерело?]
14 жовтня 2015 року на екрани Туреччини вийшов серіал «Нескінченне кохання» (тур. Kara sevda), де герой Бурака (Кемаль) будує карколомну кар'єру — від бідного студента-шахтаря до впливового бізнесмена, який протягом всього серіалу невимовно страждає від нещасної любові.  
15 січня 2016 року в турецьких кінотеатрах відбулась прем'єра нового кінофільму про пригоди двох братів-співаків «Брат мій», де Бурак виконав головну роль у парі з другом — турецьким співаком Муратом Бозом. Співпродюсером фільму знову виступила компанія Озчивіта «BRK'S Production». Трійця виконавців головних ролей (Бурак Озчивіт, Мурат Боз і Асли Енвер) записала кліп на саундтрек до фільму — пісню «Дорога на південь».
15 червня на турецьких екранах закінчився 1-й сезон драматичного серіалу «Нескінченне кохання», актори і знімальна група оголосили, що йдуть на відпочинок. З кінця вересня 2016 року на екрани вийшов 2-й сезон цього проєкту. Влітку 2019 року Бурак розпочав зніматися в історичном серіалі «Зародження. Осман» (Kuruluş Osman), в якому грає засновника Османської імперії Османа Газі. Серіал став продовженням популярної в Туреччині телесаги «Воскреслий Ертугрул». На екрани новий серіал вийшов 20 листопада 2019-го, і зараз[коли?] він ще триває.
На відміну від голлівудських та європейських селебрітіз, не засудив агресивну війну росії проти України, від початку війни 24 лютого 2022 року, актор цілком ігнорує криваві події в сусідній країні, в любові до якої раніше зізнавався.
Натомість турок подружився з президентом Чеченської республіки Кадировим, побував у нього в гостях. За перебування в Чечні актор отримав великий гонорар.[джерело?]  Загалом гроші грають визначальну роль у багатьох рішеннях актора. Про його надмірну заощадливість та скупість говорять чимало колег. Влітку 2022 за гонорар Озчивіт відвідував Росію, де фотографувався з відвідувачками нічного клубу.[джерело?]

## Особисте життя
З юних років пасіями нерозбірливого ловеласа були дівчата з модельного бізнесу і кіносвіту. Протягом 1,5 року зустрічався з моделлю Джейлан Чапою — дівчиною з впливової і багатої родини турецького медіамагната. На зніманні серіалу «Корольок — пташка співоча» він познайомився з актрисою Фахріє Евджен. Екранна любов переросла в особисті стосунки акторів, що викликало ревнощі Джейлан. Заради стосунків з Евджен, Бурак кинув Джейлан. За три роки роману, у грудні 2016 року Озчивіт освідчився. Заручини відбулися у німецькому Золінгені, звідки родом актриса. 29 червня 2017 року пара побралася. У Туреччині Фахріє Евджен користується дурною славою примхливої і неакуратної жінки. Вона нерідно потрапляє у скандали через сварки з учасниками знімальної групи. На публіці часто з'являється незачесаною й недбало одягненою, що додає таблоїдам тем для обговорення.[джерело?]
2018 року Бурак спродюсував і знявся у головній ролі у військовій кінострічці «Самопожертва» (Can feda). Стрічка вийшла занадто плакатною й пафосною, а гра Бурака - пласкою і шаблонною, тому фільм гучно провалився в прокаті.[джерело?]
13 квітня 2019 року у подружжя Озчивітів народився син Каран Після пологів Евджен набрала чимало зайвої ваги, тож зміни в її зовнішності наввипередки обговорювали численні турецькі ЗМІ. На ім'я новонародженого Карана пара одразу відкрила сторінку в Інстаграм, за що отримала купу хейту і насмішок. Озчивітів звинуватили у торгівлі знімками сина і спробі заробити на ньому гроші. Але вони активно знімають малюка в рекламі.
В січні 2023 року у подружжя Озчивітів народився син Керем

## Фільмографія
| 2006      | Мінус 18 (т/серіал)                       | Eksi 18           | Мурат                          |
| 2007      | Заражений (к/ф)                           | Musallat          | Суат                           |
| 2007      | Примусовий чоловік (т/серіал)             | Zoraki Koca       | Омер Озполат                   |
| 2008—2009 | Батьківський дім (т/серіал)               | Baba Ocağı        | Гювен                          |
| 2010      | Зрада (т/серіал)                          | İhanet            | Емір Карефе                    |
| 2010—2011 | Маленькі таємниці (т/серіал)              | Küçük Sırlar      | Четін Атешоглу                 |
| 2011—2013 | Величне століття. Роксолана (т/серіал)    | Muhteşem Yüzyıl   | Малкочоглу Балі бей            |
| 2013—2014 | Корольок — пташка співоча (т/серіал)      | Çalıkuşu          | Кямран                         |
| 2015      | Любов схожа на тебе (к/ф)                 | Aşk Sana Benzer   | Алі                            |
| 2015      | Голуб злетів (к/ф)                        | Güvercin Uçuverdi | епізод                         |
| 2015—2017 | Нескінченне кохання (телесеріал) 2 сезони | Kara Sevda        | Кемаль Сойдере                 |
| 2016      | Брат мій (к/ф)                            | Kardeşim Benim    | Хакан                          |
| 2017      | Брат мій — 2                              | Kardesim Benim 2  | Хакан                          |
| 2018      | Самопожертва                              | Can Feda          | Капітан Альпарслан             |
| 2019      | Заснування: Осман                         | Kuruluş Osman     | Воїн Осман Газі, син Ертугрула |